# 일라이어스 제임스 코리
일라이어스 제임스 코리(영어: Elias James Corey, 1928년 7월 12일 ~ ) 박사는 미국의 유기화학자이다. 유기합성에 대한 이론과 방법론을 연구한 공로로 1990년에 노벨 화학상을 수상하였다.

## 학력
- 1940년~1944년: 로렌스 고등학교 (졸업)
- 1944년~1948년: 매사추세츠 공과대학교 (학사)
- 1948년~1951년: 매사추세츠 공과대학교 (박사)